# ایان پیزلی
ایان پیزلی (به انگلیسی: Ian Paisley) (زاده ۶ آوریل ۱۹۲۶ - درگذشت ۱۲ سپتامبر ۲۰۱۴) سیاستمدار اهل ایرلند شمالی بود.
وی از سال ۲۰۰۷ تا ۲۰۰۸ وزیر اول ایرلند شمالی، از سال ۱۹۹۸ تا ۲۰۱۱ عضو مجلس ایرلند شمالی، از سال ۱۹۷۰ تا ۲۰۱۰ عضو مجلس بریتانیا، از سال ۱۹۷۹ تا ۲۰۰۴ عضو پارلمان اروپا و از سال ۲۰۱۰ تا ۲۰۱۴ عضو مجلس اعیان بریتانیا بوده‌است.

## نگارخانه

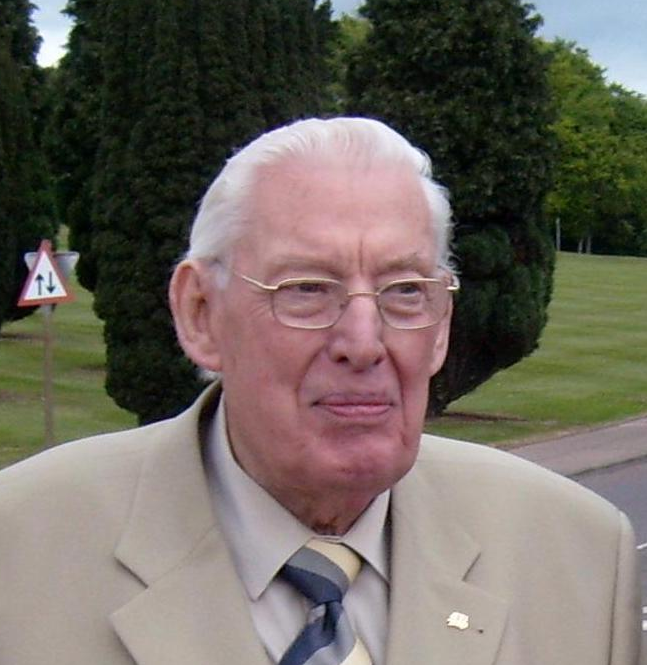
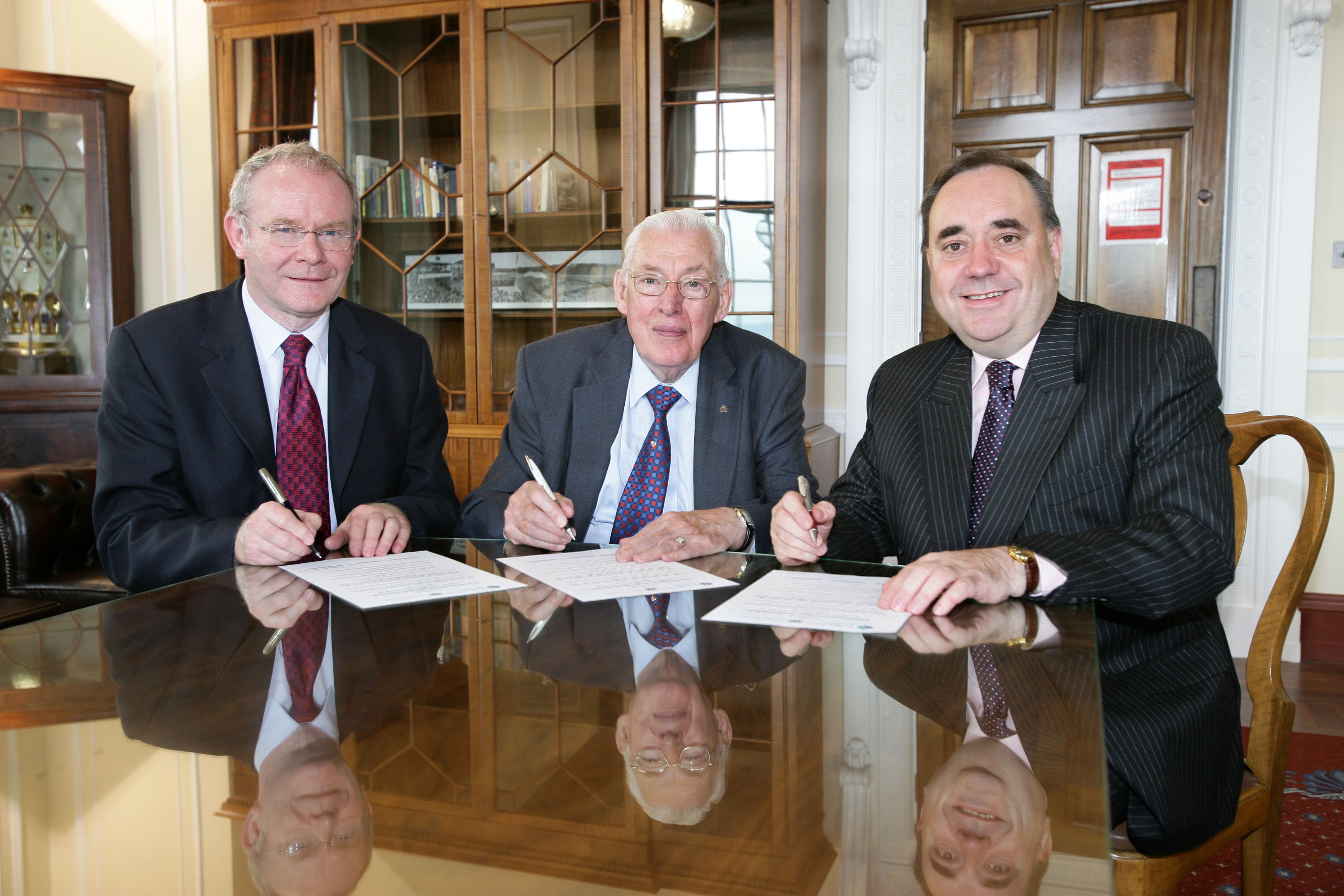
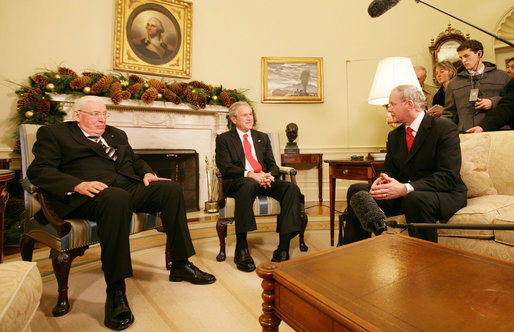